# Dwór w Kraszowie
Dwór w Kraszowie – zabytkowy dwór  w miejscowości Kraszów.

## Opis
Parterowy dwór wybudowany w XIX w. na planie prostokąta, z wysokim parterem, kryty dachem naczółkowym. Od frontu piętrowy ryzalit zwieńczony frontonem. Do głównego wejścia umieszczonego centralnie, za małym tarasem, prowadzą schody. Po utracie funkcji dworskich służył jako budynek biurowy, szkoły, przedszkola i jako dom mieszkalny.

## Właściciele majątku
- von Hartwich, 1845
- Ferdinand von Leckow, 1856, 1866
- G. von Leckow, 1872, 1876
- Siegfried Pacully, 1886, 1894
- Richard Pacully, 1902, 1905
- skarb państwa, 1909
- Georg Bönisch, dzierżawa 1909-1930,
- Śląski Urząd Ziemski,

Obecnie zamieszkiwany przez kilka rodzin